# Polyester (film)
Polyester to satyryczny amerykański film komediowy z 1981 roku, napisany, wyprodukowany i wyreżyserowany przez Johna Watersa.

## Obsada
- Divine − Francine Fishpaw
- Tab Hunter − Todd Tomorrow
- David Samson − Elmer Fishpaw
- Edith Massey − Cuddles Kovinsky
- Ken King − Dexter Fishpaw
- Mary Garlington − Lu-Lu Fishpaw
- Mink Stole − Sandra Sullivan
- Joni Ruth White − LaRue
- Stiv Bators − Bo-Bo Belsinger
- Hans Kramm − Heintz
- Michael Watson − Freddy Ashton
- Mary Vivian Pearce − siostra zakonna
- Cookie Mueller as Betty Lalinski

## Opinie
Albert Nowicki (We'll Always Have the Movies) pisał: "Polyester jest obrazem podtrzymanym w złym tonie, ale to, oczywiście, zabieg celowy. Z łatwością można wydać mu mierną ocenę − byłaby ona jednak tyleż krzywdząca, co bezmyślna. Film okazuje się bardziej bystry niż być powinien, cechuje go świadomość formy."